# Kasteelse Bossen
De Kasteelse Bossen (sinds 2009 ook Kasteelpark Ter Horst genoemd) vormen een natuur- en recreatiegebied te Horst en Melderslo in de Nederlandse provincie Limburg.
Dit gebied, dat ongeveer 100 ha beslaat, is van oorsprong een landgoedbos dat behoorde bij Huys ter Horst. Tegenwoordig is het eigendom van de gemeente Horst aan de Maas. De kasteelruïne is nog altijd een overblijfsel van dit landgoed. 
Er zijn in dit gebied veel oude bomen (eik, beuk, grove den) die omstreeks 1800 werden aangeplant. Er zijn ook eikenlanen. De bossen in het gebied zijn afwisselend. Aan Kasteellaan 1 bevindt zich een tweebeukige tiendschuur uit 1774, in 1920 omgebouwd tot boerderij en tegenwoordig een restaurant.
Er zijn veel recreatievoorzieningen; in het Horster deel van het bos ligt een recreatieplas met ligweiden, visvijver, hotel, sportvelden, dierenweide en een evenemententerrein. Op het Meldersloos deel een eendenkooi en camping.
Het Zoemhukske is een praktijkcentrum voor de bijenteelt, en ook het IVN is hier gevestigd. Deze is gelegen direct achter de tiendschuur